# Basista
Basista  (Bayan ng  Basista) es un municipio filipino de cuarta categoría, situado en la isla de Luzón y perteneciente a  la provincia de Pangasinán en la Región Administrativa de Ilocos, también denominada Región I.

## Barangays
El municipio  de Basista se divide, a los efectos administrativos, en 3 barangayes o barrios, conforme a la siguiente relación:
| - Anambongan - Bayoyong - Cabeldatan | - Dumpay - Malimpec del Este - Mapolopolo - Nalneran | - Navatat - Obong - Osmena | - Palma - Patacbo - Población |  |

El más poblado es Dumpay con 5,586 habitantes.

## Historia
En el año 1918, durante la ocupación estadounidense algunos vecinos del entonces barrio de Basista solicitaron la creación de municipio.
El 5 de septiembre de 1961 fue autorizado.